# Френк Геллер
Френк Геллер — псевдонім шведського письменника Гуннара Сернера (Gunnar Serner, нар. 20 липня 1886 — †14 жовтня 1947). Автор низки книг про тіньові операції в міжнародному середовищі.